# 66-я морская стрелковая бригада
66-я отдельная морская стрелковая бригада — воинское соединение СССР в Великой Отечественной войне.
Сокращённое наименование — 66 оморсбр.

## История формирования
Формировалась с 30 октября по 7 ноября 1941 года как 66-я отдельная стрелковая бригада, на территории станции Клявлино Приволжского военного округа из комначсостава и краснофлотцев Тихоокеанского флота, Краснознамённой Амурской флотилии и частичного пополнения из красноармейцев и командиров бывших в боях на разных фронтах.
Приказом Народного Комиссара обороны № 0572 от 27 декабря 1941 года, 66-я отдельная стрелковая бригада была переименована в 66-ю отдельную морскую стрелковую бригаду.

## Участие в боевых действиях
Период вхождения в действующую армию: 9 декабря 1941 года — 27 декабря 1941 года (как 66-я стрелковая бригада); 27 декабря 1941 года — 1 марта 1943 года.
2 января 1942 года бригада прибыла на участок Массельской оперативной группы Карельского фронта. Но находилась в оперативном резерве Карельского фронта. С 01.02.1942 года в подчинении Масельской оперативной группы.
С 1.04.1942 года входила в состав 32-й армии Карельского фронта.
В конце июня передислоцирована на юг и с 1 июля 1942 года вошла в состав 47-й армии Северо-Кавказского фронта.
10 июля 1942 года вошла в состав 64-й армии Сталинградского фронта. Позднее, с 1 сентября 1942 года, вместе с армией в составе Юго-Восточного фронта.
С 1 октября 1942 года по 1 января 1943 года в составе Сталинградского фронта.
С 1 января по март 1943 года в составе Донского фронта.
1 марта 1943 года за проявленную отвагу в боях за Отечество с немецкими захватчиками, за стойкость, мужество, дисциплину и организованность, за героизм личного состава 66-я морская стрелковая бригада была преобразована в 11-ю гвардейскую морскую стрелковую бригаду.

## Подчинение[3]
- Приволжский военный округ, формирование — на 01.11.1941 года
- Приволжский военный округ, состав — на 01.12.1941 года
- Карельский фронт, фронтовое подчинение — на 01.01.1942 года
- Карельский фронт, Масельская оперативная группа — на 01.02.1942 года
- Карельский фронт, Масельская оперативная группа — на 01.03.1942 года
- Карельский фронт, 32-я армия — на 01.04.1942 года
- Карельский фронт, 32-я армия — на 01.05.1942 года
- Карельский фронт, 32-я армия — на 01.06.1942 года
- Северо-Кавказский фронт, 47-я армия — на 01.07.1942 года
- Сталинградский фронт, 64-я армия — на 01.08.1942 года
- Юго-Восточный фронт, 64-я армия — на 01.09.1942 года
- Сталинградский фронт, 64-я армия — на 01.10.1942 года
- Сталинградский фронт, 64-я армия — на 01.11.1942 года
- Сталинградский фронт, 64-я армия — на 01.12.1942 года
- Донской фронт, 64-я армия — на 01.01.1943 года, до 1.03.1943 года.

## Состав
- 1-й отдельный стрелковый батальон;
- 2-й отдельный стрелковый батальон;
- 3-й отдельный стрелковый батальон;
- отдельный артиллерийский дивизион полковых пушек (8 76-мм);
- отдельный противотанковый батальон (12 57-мм);
- отдельный миномётный дивизион (16 82-мм и 8 122-мм миномётов);
- отдельная рота автоматчиков;
- разведывательная рота;
- рота противотанковых ружей;
- взвод ПВО;
- отдельный батальон связи;
- сапёрная рота;
- автомобильная рота;
- медико-санитарная рота.

## Командиры
- Жмакин, Дмитрий Георгиевич (03.11.1941 — 31.03.1942), капитан 1-го ранга;
- Державин, Александр Дмитриевич[4] (31.03.1942 — 01.11.1942), подполковник;
- Пихович, Николай Михайлович (01.11.1942 — 05.11.1942), майор (ВРИД);
- Трунин, Василий Фёдорович (07.11.1942 — 30.12.1942), полковой комиссар, полковник;
- Державин Александр Дмитриевич (30.12.1942 — 01.03.1943), подполковник, полковник;